# Hamm (Eifel)
Hamm település Németországban, Rajna-vidék-Pfalz tartományban. Lakosainak száma 16 fő (2023. december 31.).

## Népesség
A település népességének változása:
| Lakosok száma | 42   | 17   | 16   | 18   | 17   | 16   |
|               | 1975 | 2017 | 2019 | 2021 | 2022 | 2023 |